# Chlorophorus kabateki
Chlorophorus kabateki là một loài bọ cánh cứng trong họ Cerambycidae.